# 금강스포츠공원
금강스포츠공원(錦江스포츠公園, Geumgang Sports Park)은 대한민국 세종특별자치시에 있는 체육 시설이다. 게이트볼 경기장, 야구 경기장, 축구 경기장, 풋살 경기장 등이 갖춰져 있다.

## 역사
2015년 세종특별자치시청은 국비 10억 5천만 원과 시비 24억 5천만 원을 투입하여 2016년 말까지 조성을 완료하도록 건설을 추진했다. 2016년 3월에 착공하였으나 건설 과정에서 2016년 4월 경 축구장 부지에 백제 토기편이 포함된 수혈유구, 유물포함층 등을 비롯한 문화재가 출토되면서 건설이 지연되었다. 2017년 7월에 건설이 완료되면서 야구장 1면, 축구장 1면, 풋살장 2면 등을 갖추어 개장했다.